# U-Bahnhof Olaias

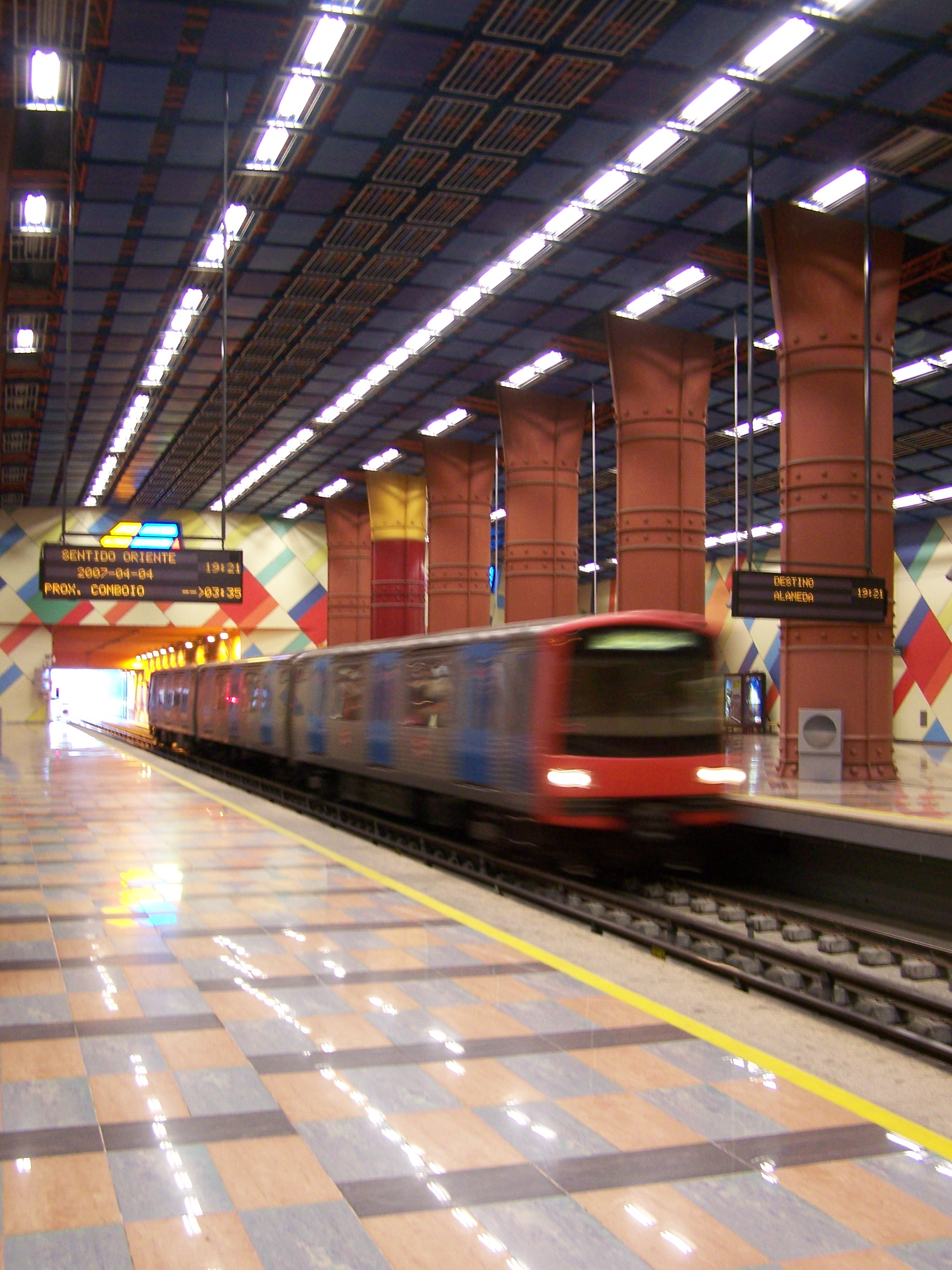
Einfahrender Zug im Bahnhof Olaias

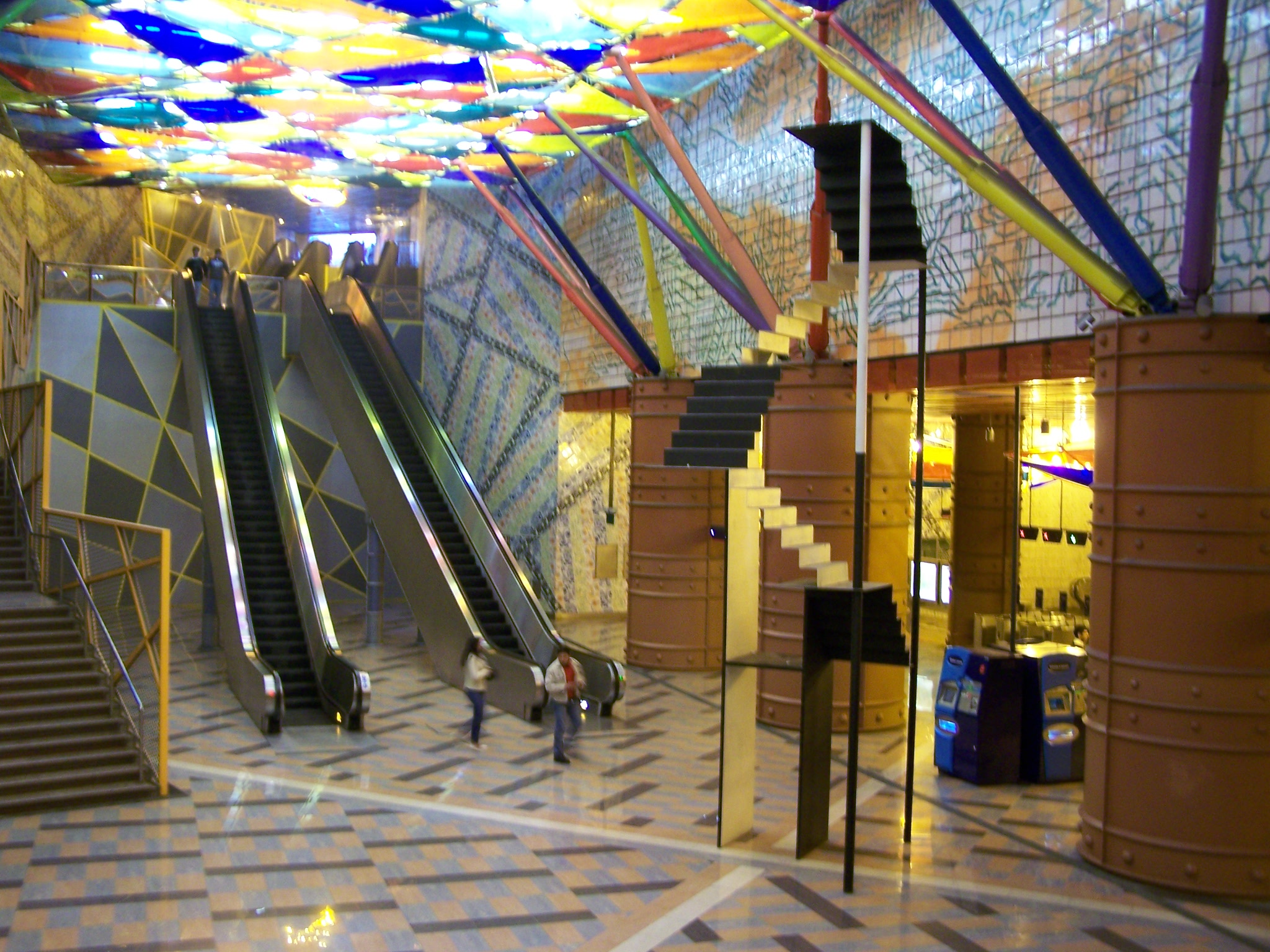
Zugangshalle des Bahnhofes, im Zentrum das Werk Ascensão von Pedro Cabrita Reis

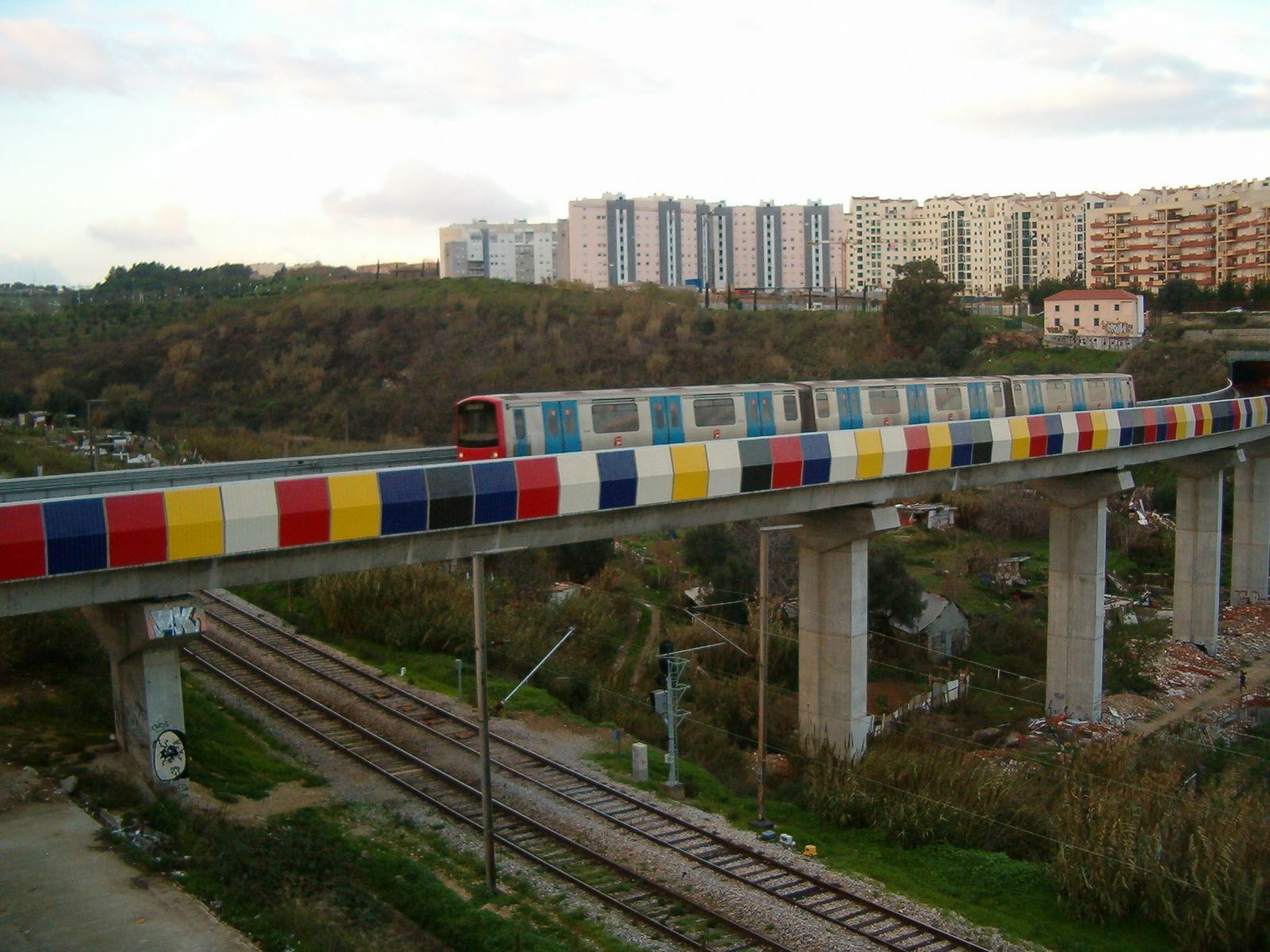
Viadukt nördlich des Bahnhofes über die Linha de Cintura, das in die Gestaltung miteinbezogen wurde

Olaias ist ein U-Bahnhof der Linha Vermelha der Metro Lissabon, des U-Bahn-Netzes der portugiesischen Hauptstadt. Der Bahnhof befindet sich an der Rua de Olivença / Avenida Engenheiro Arantes e Oliveira in der Lissabonner Stadtgemeinde Areeiro. Die Nachbarbahnhöfe sind Alameda und Bela Vista; der Bahnhof ging am 19. Mai 1998 in Betrieb.

## Geschichte

### Bau
Der U-Bahnhof Olaias gehört zur anlässlich der Expo 1998 komplett neu gebauten Linha Vermelha, die am 19. Mai 1998 zwischen Alameda und Oriente in Betrieb ging. Die Weltausstellung begann drei Tage später.
Besonders ab 1988 legte die Betreibergesellschaft der Metro, Metropolitano de Lisboa, EPE, großen Wert auf die künstlerische Ausgestaltung der Bahnhöfe. Dieses Konzept fand beim Bau der Linha Vermelha ihren Höhepunkt. Für den Bau des Bahnhofes Olaias konnte sie den Architekten und Künstler Tomás Taveira gewinnen, der für den gesamten Bahnhof verantwortlich war. Der Bahnhof befindet sich sehr tief gelegen direkt westlich einer Talebene, durch die im Übrigen die Linha de Cintura führt, worüber die Metro im weiteren Verlauf über ein kurzes Viadukt führt. Aufgrund dieser geographischen und konstruktiven Gegebenheiten bestand die Möglichkeit den Bahnhof wesentlich größer als üblicherweise auszugestalten. So sind die beiden Seitenbahnsteigen überdimensional, sodass massive Hallenträgerreihen auf beiden Bahnsteigen ihren Platz fanden. Auch die Halle ist mit ihrer Höhe einzigartig im Lissabonner Metronetz. Die einzigen Zugänge zum Bahnhof befinden sich westlich des Bahnhofes, davor befindet sich eine den Dimensionen des Bahnhofs entspreche Zugangshalle. Der Bahnhof erhielt mit dem Bau drei Aufzugsanlagen.

### Künstlerische Ausgestaltung
Für die künstlerische Ausgestaltungen waren, neben Tomás Taveira als Leiter der Gruppe, Pedro Cabrita Reis, Graça Pereira Coutinho, Pedro Calapez, Rui Sanchez und António Palolo beteiligt. Abgesehen von den einzelnen Werken der Künstler, gab Taveira dem Bahnhof einen sehr bunten und farbenfrohen Eindruck, kaum ein Element des Bahnhofes – nicht einmal das Viadukt hinter dem Bahnhof – fällt aus dieser Atmosphäre heraus.
Cabrita Reis beteiligte sich mit einem relativ nüchternen Kunstwerk mit dem Titel „Ascensão“ (Aufstieg), das in der Mitte der Zugangshalle steht. Es zeigt verschiedene miteinander verbundene Treppen in den Farben und Schwarz und Weiß und soll dem Fahrgast einen symbolischen Aufstieg vermitteln – steht das Kunstwerk doch direkt neben den Fahr- und Steintreppen zur Straßenoberfläche. Pereira Coutinho wiederum beteiligte sich mit einem sehr individualisierten Kunstwerk. Jeweils an den Fahrtreppen von der Zugangshalle zu den beiden Seitenbahnsteige begleiten überdimensionale Gipswände den Fahrgast. Die Gipswände sind unterteilt in viele gleich große Quadrate, in denen jeweils ein menschlicher Handabdruck zu sehen (und zu fühlen) ist. Das Werk soll die individuelle Spur und Marke jedes einzelnen Fahrgastes darstellen. Calapez entwarf verschiedene Reliefformen für die Zugangshalle. Sanchez wiederum erstellte eine Stahlskulptur mit vermeintlich verrosteter Oberfläche, die stark und mächtig und dabei doch sehr diskret wirken soll. Palolo dagegen war an der Bahnhofsgestaltung selbst gar nicht beteiligt, sondern erstellte viele bunte Farbepaneele für das kurze Viadukt über die Linha de Cintura – und fügt sich mit seiner bunten Farbwahl auch in die Bahnhofsgestaltung mit ein.
Der Vorortbahnhof Chelas befindet sich knapp 300 Meter Luftlinie südlich des U-Bahnhofes, ein Umsteigemöglichkeit ist bisher auch nicht von beiden Seiten (CP Urbanos de Lisboa und Metropolitano de Lisboa) ermöglicht worden. Es gibt Pläne den Vorortbahnhof weiter in Richtung Norden zu versetzen, dies wäre Teil des erheblichen Umbaus der Linha de Cintura von zwei auf vier Gleise. Eine Umsetzung dieser Pläne seitens der REFER ist ungewiss.

## Verlauf
Am U-Bahnhof bestehen Umsteigemöglichkeiten zu den Buslinien der Carris.
| Linie | Verlauf |
| ----- | --- |
|       | Aeroporto – Encarnação – Moscavide – Oriente – Cabo Ruivo – Olivais – Chelas – Bela Vista – Olaias – Alameda – Saldanha – São Sebastião |